# Джейн Сіббетт
Джейн Мур Сіббетт (англ. Jane Moore Sibbett, нар. 28 листопада 1962, Берклі, Каліфорнія, США) — американська актриса. Серед її найвідоміших ролей — Хедді Ньюман у телесеріалі Fox «Германова голова» та Керол Віллік у телесеріалі «Друзі».

## Біографічні відомості
Сіббетт народилася в Берклі, штат Каліфорнія, наймолодша з п'яти дітей у родині. Виросла на острові Аламеда в затоці Сан-Франциско. Закінчила Каліфорнійський університет у Лос-Анджелесі, де стала членом чаптеру міжнародного жіночого братства «Дельта Каліфорнії» Пі Бета Фі.
Сіббетт розпочала свою акторську кар'єру як Джейн Вілсон у мильній опері NBC «Санта-Барбара» в 1986–87 роках, за яку вона була номінована на премію «Кращий новачок у мильній опері». У 1989 році вона зіграла роль Лорі Парр у комедії CBS «Відомий Тедді 3», знявшись разом з Джоном Краєром і Алексом Рокко. Серіал тривав один сезон. 1991 року Сіббетт була обрана на роль феєричної бомби Хедді Ньюман у фентезійному серіалі Fox «Германова голова», який швидко став культовим у молодій телевізійній мережі та тривав три сезони. Починаючи з 1994 року, вона час від часу грала роль Керол Віллік у серіалі «Друзі» до кінця сьомого сезону у 2001 році. Під час співпраці з друзями Сіббетт регулярно знімалася в недовгому серіалі CBS «Якби не ти» (1995), граючи покинуту наречену свого колишнього партнера по фільму «Германова голова» Генка Азарії, а також у другому сезоні серіалу «Нік Френо: ліцензований викладач» (1997–98), граючи директора школи доктора Кетрін Емерсон.
Сіббетт знялася в понад 200 епізодах багатьох телесеріалів, включаючи «21 Джамп стріт» і «Няня». Зіграла головну роль у фільмі «Ной» 1998 року разом із Тоні Данзою та Воллесом Шоном, а також у фільмі «Друге прибуття» 1998 року разом із Патріком Малдуном та Майклом Сарразіном. Вона з'явилася у фільмі Дена О'Бенона «Воскреслий» 1992 року, знялася разом з Мері-Кейт і Ешлі Олсен у фільмі «Двоє: я і моя тінь» (1995) і телефільмі Au Pair (1999).
У 1996 році Сіббетт запропонували роль Дебри Бароун у фільмі «Усі люблять Реймонда». Керівники CBS вважали, що вона підходить для цієї ролі, і Сіббетт підписала угоду на зйомки; однак відмовилася від ролі, дізнавшись, що зірка Рей Романо та інші ключові актори не знали, що її взяли на роль. Роль дісталася Патрісії Гітон, яка була першим вибором Романо та творця шоу Філіпа Розенталя.
Сіббетт продюсувала і грала головну роль у фільмі A «Одноразова річ», що став лауреатом нагороди за найкращу романтичну комедію Нью-Йоркського кінофестивалю, продюсувала медичний інформаційно-розважальний пілот Doc in a Box (2009), пілот реаліті-шоу Edge of Reality (2009) із медіумом Девідом Еджем, співпродюсувала чотири документальні фільми про Брако, хорватську цілительку, з її компанією, Wild Aloha Studios, у 2010, 2011 та 2012 роках. Останній фільм, Evolution, вийшов 30 серпня 2013 року.
З надією відродити театр, який занепав через фінансові труднощі, а також допомогти жінкам у всьому світі, які страждають від сексуального насильства, Сіббетт почала режисувати театр на Гаваях на 490 місць. За два роки постановка One Billion Rising і п'єса Ів Енслер «Монологи вагіни» допомогли врятувати театр Кахілу на Гаваях. Всі зібрані кошти на виставах були передані до ресурсів для здоров'я та безпеки жінок. Нова п'єса Сіббетт «ВОНА ОСТРІВ», написана у співавторстві з жінками острова Гаваї, була поставлена у квітні 2016 року також у театрі Кахілу. Сіббетт працювала в Раді директорів цього театру, допомагаючи проводити його масштабну реконструкцію.
Після повернення на материк Сіббетт знялася у фільмах «Список Джесіки Дарлінг» (2016), «Зимове весілля» (2017), «Побачення напередодні Різдва» (2019), пілотному фільмі «Манопауза» (2020) і «Список на все життя» (2021), знятий інді-режисером Роксі Ши.
У 2019 році вона здобула премію Michael D Publishers Award, стипендію для написання нон-фікшну від Школи письменників «Story Summit Writer's School», щоб завершити рукопис своїх мемуарів «Про Джейн». У рамках стипендії вона також приєдналася до групи викладачів Story Summit, підтримуючи інших письменників-початківців.

## Філантропія
Сіббетт є захисником жертв домашнього насильства, працюючи з дев'ятьма притулками Сімейного кризового центру 1736 у Лос-Анджелесі.
У березні 2022 року Сіббетт стала головою The Storyteller Foundation — неприбуткової організації, що займається підтримкою і популяризацією письменників та їх життєвих історій у всьому світі за допомогою Story Summit і «Story Summit Writer's School». У грудні 2022 року Сіббетт пішла з посади голови цієї фундації, після неї у січні та лютому 2023 року склала повноваження і Рада директорів.

## Особисте життя
У 1989 році Сіббетт почала зустрічатися з Джоном Краєром після того, як деякий час працювала з ним над фільмом «Відомий Тедді З».
У 1992 році Сіббетт вийшла заміж за Карла Фінка, телесценариста та продюсера, який працював над першими двома сезонами серіалу «Германова голова». Фінк і Сіббетт розлучилися в січні 2016 року. У них троє дітей: Рубі, Кай і Вайолет.

## Вибрана фільмографія
| Рік       |   | Українська назва                | Оригінальна назва                   | Роль                            |
| --------- | - | ------------------------------- | ----------------------------------- | ------------------------------- |
| 1986—1987 | с | Санта-Барбара                   | Santa Barbara                       | Джейн Вілсон                    |
| 1988      | с | Будьмо                          | Cheers                              | Кім Куперман                    |
| 1991      | с | Квантовий стрибок               | Quantum Leap                        | Даян Фрост                      |
| 1991—1994 | с | Германова голова                | Herman's Head                       | Гедді Ньюман                    |
| 1994      | с | Пригоди Бріско Каунті-молодшого | The Adventures of Brisco County Jr. | Діанна Ґрейсон                  |
| 1994—2001 | с | Друзі                           | Friends                             | Керол Віллік                    |
| 1995      | ф | Двоє: Я і моя тінь              | It Takes Two                        | Кларіс Кенсінгтон               |
| 1997      | с | Няня                            | The Nanny                           | Морган Фолкнер / Марсі Фельдман |
| 2001      | с | Сабріна — юна відьма            | Sabrina, the Teenage Witch          | Робін Девіс                     |
| 2002      | с | Еллі Мак-Біл                    | Ally McBeal                         | Бет Герман                      |